# Carugate
Carugate – miejscowość i gmina we Włoszech, w regionie Lombardia, w prowincji Mediolan.
Według danych na rok 2004 gminę zamieszkiwało 12 559 osób, 2511,8 os./km².